# 阿波利马海峡

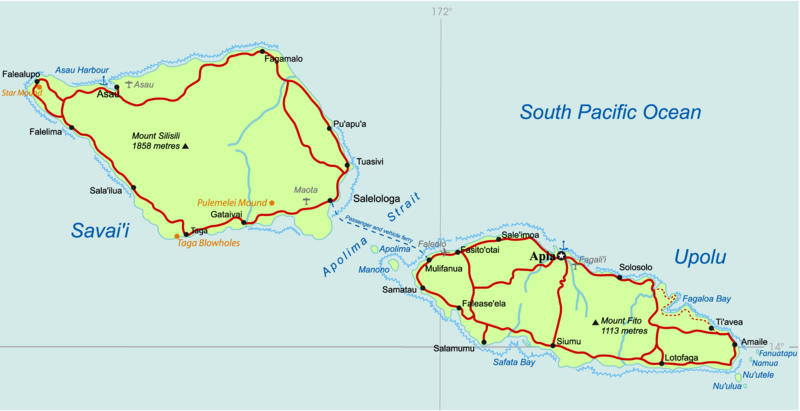
阿波利马海峡

阿波利马海峡（Apolima Strait）为萨摩亚两个主岛萨瓦伊岛与乌波卢岛之间的海峡。海峡间有3个小岛，分别为马诺诺岛(Manono)、阿波利马岛(Apolima)、以及无人居住的Nu'ulopa岛。